# NGC 4983
NGC 4983 is een balkspiraalstelsel in het sterrenbeeld Hoofdhaar. Het hemelobject werd op 11 april 1785 ontdekt door de Duits-Britse astronoom William Herschel.

## Synoniemen
- MCG 5-31-138
- ZWG 160.147
- PGC 45542